# یوشیوکی تساروتا
یوشیوکی تساروتا (به انگلیسی: Yoshiyuki Tsuruta) (زادهٔ ۱ اکتبر ۱۹۰۳) شناگر اهل ژاپن است.